# Camp Gilbert H. Johnson
Camp Gilbert H. Johnson je satelitski kamp Marine Corps Base Camp Lejeune; v kampu so nastanjene Bojno-službene podporne šole Korpusa mornariške pehote ZDA. Ustanovljen je bil leta 1942. Tu se tako urijo administrativni, oskrbovalni, logistični, finančni, motorno-vzdrževalni specialisti marinskega korpusa. 
Prvotno poimenovan Montford Point je bil kamp leta 1974 preimenovan v trenutno ime v čast Gilberta Johnsona, podčastnika marinskega korpusa in enega prvih Afroameričanov, ki so se pridružili korpusu po desegregaciji oboroženih sil leta 1948.